# Шильдау
Шильдау (нем. Schildau) — составная часть (район) города Бельгерн-Шильдау в немецкой федеральной земле Саксония. Вплоть до 1 января 2013 года имел статус самостоятельной общины, и был подчинён административному округу Лейпциг. Входит в состав района Северная Саксония.
Население составляет 3554 человека (на 31 декабря 2010 года). Занимает площадь 74,60 км². Официальный код — 14 3 89 260.
Город Шильдау подразделялся на 5 городских районов.

## Известные жители города
- Август фон Гнейзенау (1760—1831), прусский генерал-фельдмаршал